# Mark Duplass
Mark Duplass (Nova Orleans, 7 de desembre de 1976) és un director, guionista, productor i actor estatunidenc. Conegut per la seva participació en el moviment de cinema independent mumblecore. Amb el seu germà Jeff Duplass han dirigit i escrit el guió de films com Baghead, Cyrus i Jeff, Who Lives at Home i són creadors de la sèrie de televisió Togetherness estrenada pel canal HBO.

## Biografia
Mark Duplass va néixer a Nova Orleans. Va ser estudiant a la Universitat de Texas a Austin on va començar a tenir contacte amb el moviment mumblecore, caracteritzat per produir films de baix cost amb actors en moltes ocasions no professionals, uns guions poc estructurats que fomenten la improvisació i unes relacions creïbles en els personatges. L'èxit de crítica de les primeres pel·lícules de Mark i Jay Duplass com la road movie de baix pressupost The Puffy Chair, editada en un ordinador portátil i Baghead els va portar que Fox Searchlight els financés la més convencional Cyrus, una versió d'una comèdia romàntica des dels paràmetres del cinema independent, on els germans Duplass donen llibertat interpretativa als protagonistes Jonah Hill, John C.Reilly i Marisa Tomei.
 La seva actuació en la comèdia dramàtica Your Sister's Sister (2011) junt amb les altres dues protagonistes Emily Blunt i Rosemarie DeWitt els va suposar el premi al millor repartiment en els Gotham Awards de cinema independent 2012. Duplass ha format part, junt amb la seva esposa Katie Aselton del repartiment de la sèrie The League, comèdia coral sobre un grup de mitjana edat que participa en una lliga de futbol de fantasia. El 2015 es va estrenar al canal HBO la sèrie Togetherness, una sitcom creada per Jay Duplass, Mark Duplas, conjuntament amb Steve Zissis, escrita i dirigida pels germans Duplas. està ambientada a Los Angeles, narra la vida de dues parelles, Brett (Mark Duplass), un enginyer de so, la seva dona Michelle (Melanie Lynskey) a qui s'uneixen la seva germana Tina (Amanda Peet) i el millor amic del marit, Alex (Steve Zissis) un actor que busca feina.

## Filmografia i premis
| Any       | Títol                            | Director | Productor | Guionista | Actor | Paper               | Notes                                                                                       |
| --------- | -------------------------------- | -------- | --------- | --------- | ----- | ------------------- | ------------------------------------------------------------------------------------------- |
| 2002      | The New Brad                     |          | 1         | 1         | 1     | Brad                | Curt                                                                                        |
| 2003      | This Is John                     | 1        | 1         | 1         | 1     | John                | Curt                                                                                        |
| 2003      | Brighter Days                    |          |           |           | 1     | Jonathan            | Curt                                                                                        |
| 2004      | Scrapple                         | 1        | 1         | 1         | 1     | Rick                | Curt                                                                                        |
| 2004      | We Todd Did                      |          |           |           | 1     | Todd                | Curt                                                                                        |
| 2005      | The Puffy Chair                  |          | 1         | 1         | 1     | Josh                | Premi millor actor i guionista (compartit amb el seu germà Jay) al BendFilm Festival        |
| 2005      | The Intervention                 |          | 1         | 1         | 1     | Mark                | Curt                                                                                        |
| 2007      | Hannah Takes the Stairs          |          |           |           | 1     | Mike                |                                                                                             |
| 2008      | Baghead                          | 1        | 1         | 1         |       |                     | Codirecció i Coguionista amb Jay Duplass                                                    |
| 2009      | Other People's Parties           |          |           |           | 1     | Doug Rhineau        |                                                                                             |
| 2009      | Humpday                          |          |           |           | 1     | Ben                 |                                                                                             |
| 2009      | True Adolescents                 |          |           |           | 1     | Sam Bryant          |                                                                                             |
| 2009-15   | The League                       |          |           |           | 1     | Pete Eckhart        | Sèrie de televisió                                                                          |
| 2010      | Greenberg                        |          |           |           | 1     | Eric Beller         |                                                                                             |
| 2010      | Mars                             |          |           |           | 1     | Charlie Brownsville | Film Animació                                                                               |
| 2010      | Cyrus                            | 1        |           | 1         |       |                     | Codirecció i Coguionista amb Jay Duplass                                                    |
| 2011      | Jeff, Who Lives at Home          | 1        |           | 1         |       |                     | Codirecció i Coguionista amb Jay Duplass                                                    |
| 2011      | Your Sister's Sister             |          | 1         |           | 1     | Jack                | Premi millor actuació conjunta (compartir amb Emily Blunt i Rosemarie DeWitt) Gotham Awards |
| 2012      | The Do-Deca-Pentathlon           | 1        | 1         | 1         |       |                     | Codirecció i Coguionista amb Jay Duplass                                                    |
| 2012      | Safety Not Guaranteed            |          |           |           | 1     | Kenneth             |                                                                                             |
| 2012      | Per fi sols! (Darling Companion) |          |           |           | 1     | Bryan               |                                                                                             |
| 2012      | People Like Us                   |          |           |           | 1     | Ted                 |                                                                                             |
| 2012      | Zero Dark Thirty                 |          |           |           | 1     | Steve               |                                                                                             |
| 2012      | Black Rock                       |          |           | 1         |       |                     |                                                                                             |
| 2012-     | The Mindy Project                |          |           |           | 1     | Brendan Deslaurier  | Sèrie de Televisió                                                                          |
| 2013      | Maron                            |          |           |           | 1     | Ell mateix          | 1 episodi de la serie televisió                                                             |
| 2013      | Parkland                         |          |           |           | 1     | Kenneth             |                                                                                             |
| 2014      | Wedlock                          |          |           |           | 1     | Dave                | Sèrie de televisió                                                                          |
| 2014      | Creep                            |          | 1         | 1         | 1     | Josef               |                                                                                             |
| 2014      | The One I Love                   |          | 1         |           | 1     | Ethan               |                                                                                             |
| 2014      | Tammy                            |          |           |           | 1     | Bobby               |                                                                                             |
| 2014      | Mercy                            |          |           |           | 1     | U.Lanning           |                                                                                             |
| 2015      | The Lazarus Effect               |          |           |           | 1     | Frank               |                                                                                             |
| 2015-2016 | Togetherness                     | 1        | 1         | 1         | 1     | Brett Pierson       | Sèrie de televisió creada per Jay Duplass, Mark Duplass i Steve Zissis. Emesa per HBO       |
| 2017      | Manhunt: Unabomber               |          |           |           | 1     | David Kaczynski     |                                                                                             |
| 2018      | Goliath                          |          |           |           | 1     | Tom Wyatt           | Sèrie de televisió d'Amazon Studios                                                         |
| 2019      | The Morning Show                 |          |           |           | 1     | Chip Black          | Sèrie de televisió d'Apple TV+                                                              |
| 2019      | Paddleton                        |          |           |           | 1     | Michael Thompson    |                                                                                             |